# Schizostachyum aequiramosum
Schizostachyum aequiramosum är en gräsart som beskrevs av Elizabeth A. Widjaja. Schizostachyum aequiramosum ingår i släktet Schizostachyum och familjen gräs. Inga underarter finns listade i Catalogue of Life.